# Linneanum
Linneanum är ett orangeri, som uppfördes 1787–1807 i den av Gustav III till Uppsala universitet donerade Uppsala slottsträdgård. 
Byggnaden uppfördes på initiativ av botanikprofessorn Carl Peter Thunberg för universitetets botaniska föreläsningar och för att inhysa universitetets botaniska samlingar. Ritningarna gjordes ursprungligen av Olof Tempelman, men slutfördes av Louis Jean Desprez, efter det att Gustav III påyrkat ändringar. Förebild var bland annat det grekiska Poseidontemplet i Paestum i Italien. Åt öster vetter en tempelgavel, innanför vilken ligger Linnésalen. Södra flygeln har alltedan 1807 tjänat som orangeri och kaktusrum. Den norra flygeln hyser Thunbergssalen, som tidigare var förvaringsrum för de botaniska samlingarna. 
Linneanum restaurerades till Linnéjubileet 2007. Thunbergsalen återställdes till 1880-talets utseende. Även Linnésalen och den omgivande trädgården restaurerades inför detta tillfälle. 
Linneanum är ett statligt byggnadsminne sedan 1935.

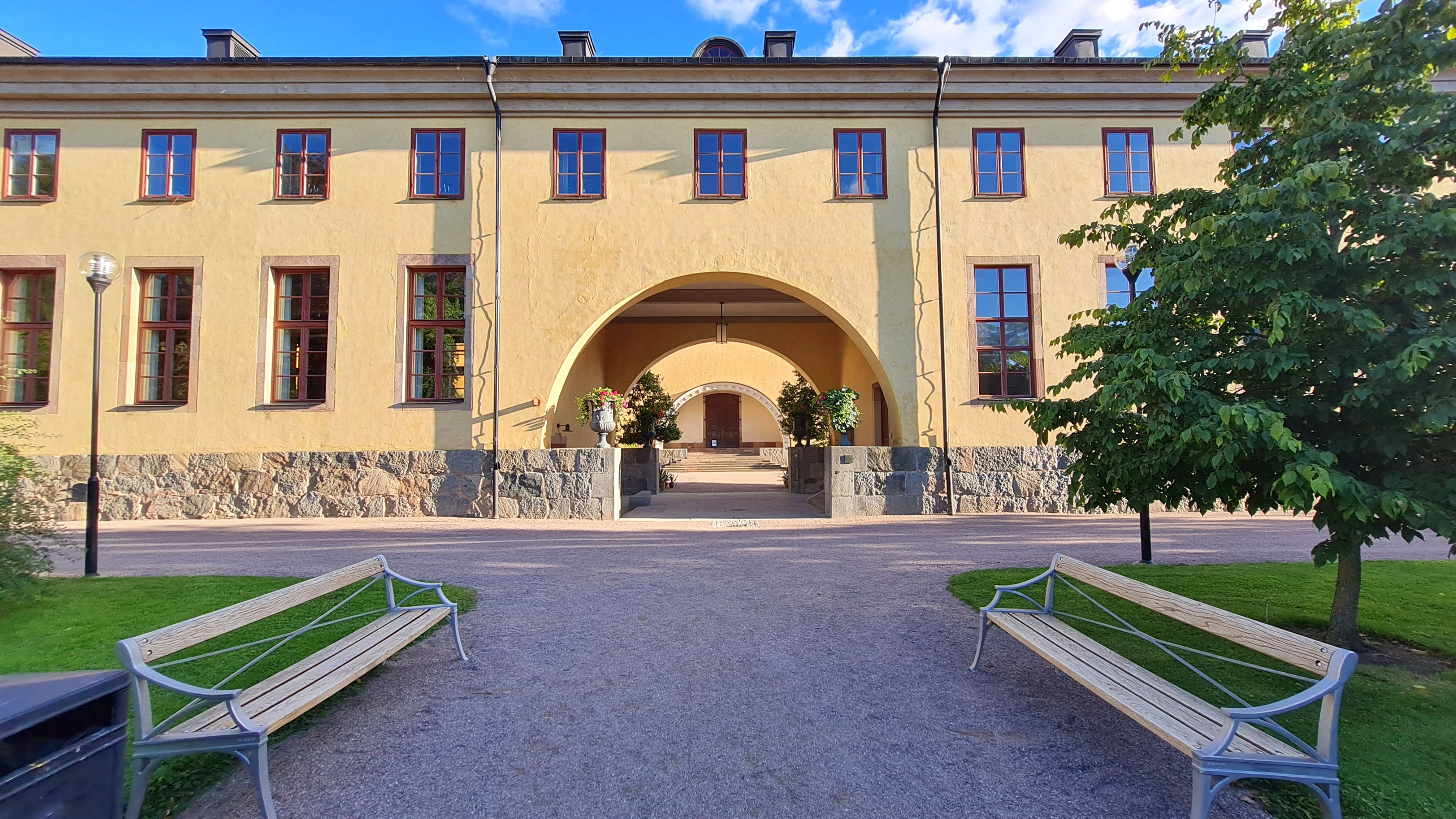
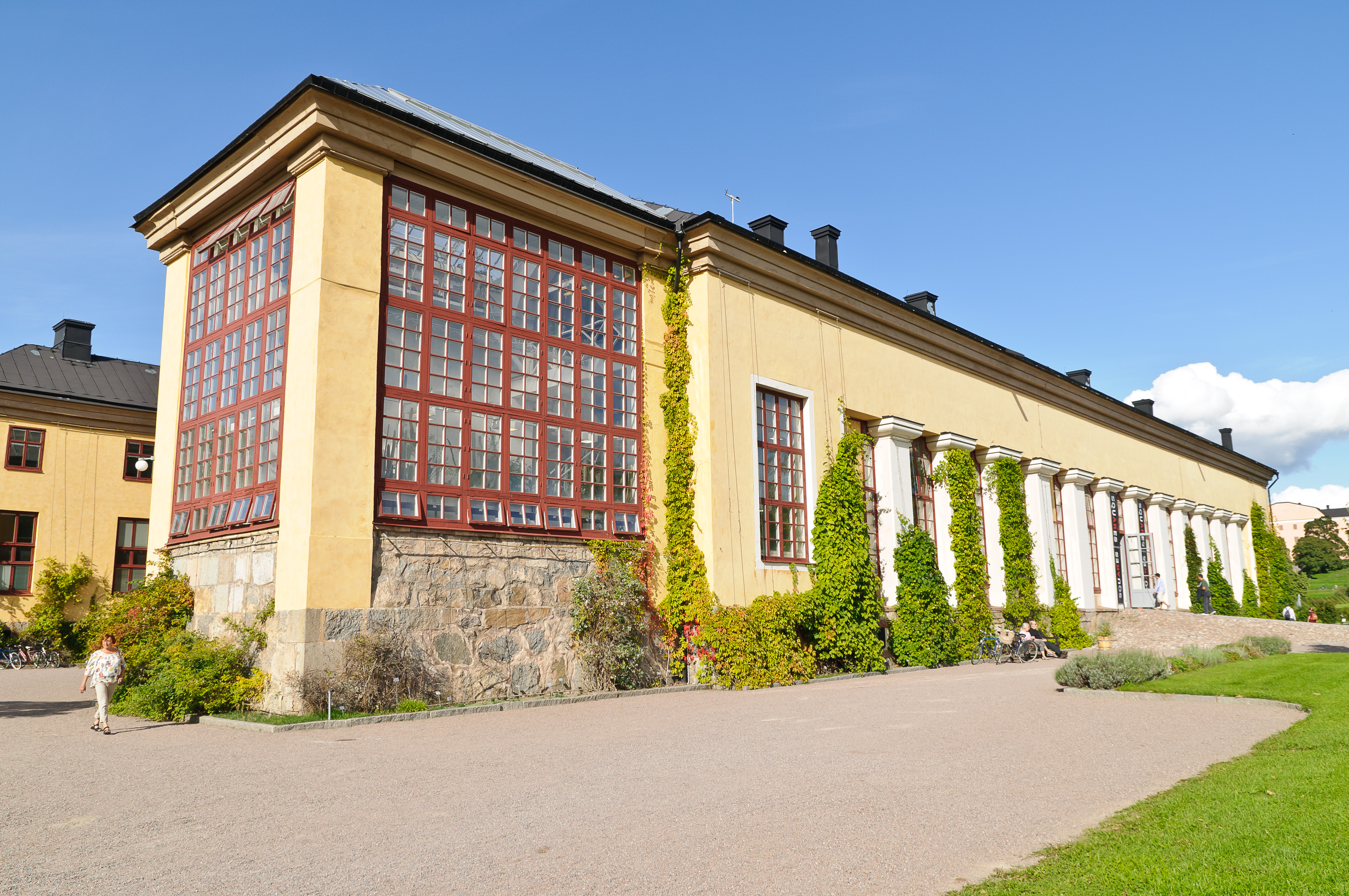
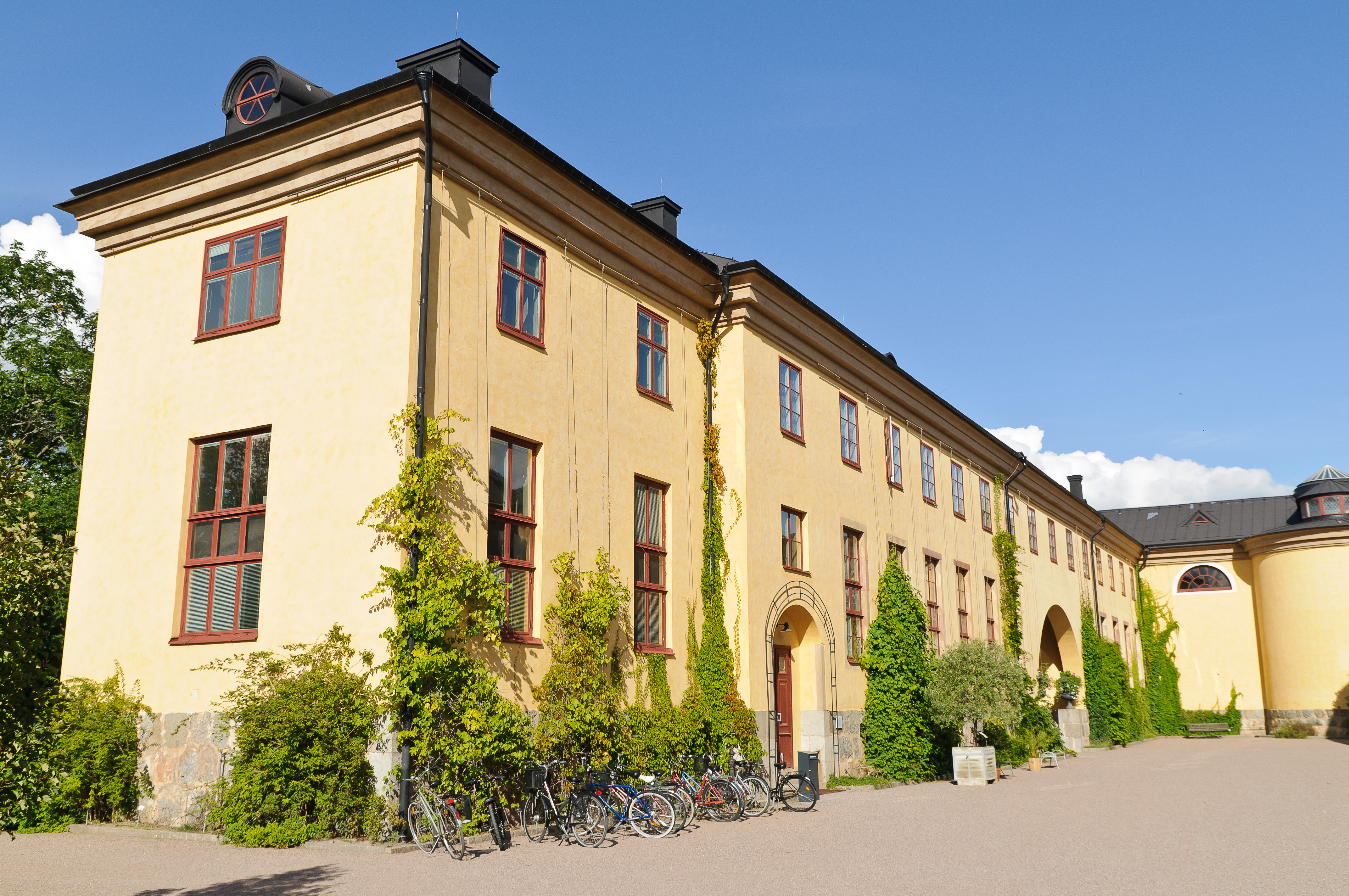